# Moussa Diakité
Pour les articles homonymes, voir Diakité.
Moussa Diakité né dans les années 1920 et mort en juillet 1985, est un homme politique guinéen, principalement durant la présidence de Ahmed Sékou Touré. Il était membre du cabinet de la Première République de Guinée.
Moussa Diakité était marié avec Tata Keïta, la demi-sœur de la femme du président, Andrée Touré. Son fils épousa la fille aînée d'Ismaël Touré, le frère du président.
En mars 1952, Diakité se présente lors d'une élection dans le Kankan sur la liste du RDA, alors que Ahmed Sékou Touré se présente en Guinée forestière. Les deux hommes sont battus.
Après que Touré est devenu le premier président de Guinée à la suite de l'indépendance de 1958, Diakité occupe plusieurs postes ministériels tels que la Justice, l'Intérieur ou le Commerce.
En tant que ministre gouverneur de la Banque de Guinée en 1962 (fonction qu'il occupera à nouveau de la fin 1964 au début 1968), il est impliqué dans les négociations avec les États-Unis à propos des investisseurs étrangers.
Il devient membre du cercle très fermé des proches du président Sékou Touré, et fait partie des oligarques du régime.
En mai 1972, en tant que ministre de l'Intérieur et de la Sécurité et membre du bureau national du RDA, il fait partie des personnalités qui accueillent Fidel Castro lors de sa visite en Guinée.
Il est membre de la commission d'enquête de Camp Boiro, où il conduit l'enquête secrète qui mène à l'exécution de Diallo Telli, qui meurt le 1er mars 1977.
Diakité est arrêté le 3 avril 1984, une semaine après la mort de Touré.
Il est exécuté après le coup d'État de Diarra Traoré, en juillet 1985.